# Kalasanahalli, Gubbi
Kalasanahalli là một làng thuộc tehsil Gubbi, huyện Tumkur, bang Karnataka, Ấn Độ.